# Hans-Jürgen Wischnewski

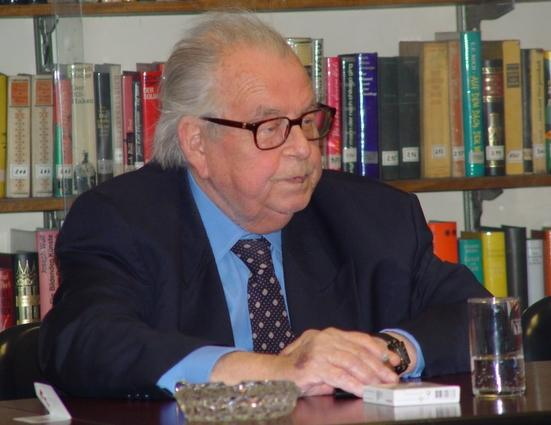
Hans-Jürgen Wischnewski (2002)

Hans-Jürgen Wischnewski (* 24. Juli 1922 in Allenstein, Ostpreußen; † 24. Februar 2005 in Köln) war ein deutscher Politiker (SPD). Er war von 1957 bis 1990 Mitglied des Deutschen Bundestages, von 1966 bis 1968 Bundesminister für wirtschaftliche Zusammenarbeit, von 1974 bis 1976 Staatsminister im Auswärtigen Amt und anschließend bis 1979 sowie erneut 1982 Staatsminister im Bundeskanzleramt.
Seinem Engagement für die algerische FLN und guten Kontakten in die arabische Welt verdankte er den Beinamen „Ben Wisch“. Als enger Vertrauter des Bundeskanzlers Helmut Schmidt war Wischnewski Sonderbeauftragter für Verhandlungen im Zusammenhang mit den Entführungen der RAF im „Deutschen Herbst“ 1977. In den 1980er-Jahren führte er Verhandlungen zur Freilassung von Geiseln und Friedensgespräche in Lateinamerika und im Nahen Osten.

## Leben und Beruf
Wischnewski war der Sohn eines Zollbeamten. Sein Elternhaus charakterisierte er als „ausgeprägt preußisch, sehr protestantisch und antinazistisch“. Von Allenstein in Ostpreußen übersiedelte die Familie im Jahr 1927 nach Berlin, wo Wischnewski 1941 das Abitur ablegte. Anschließend nahm er bis 1945 als Panzergrenadier (letzter Dienstgrad: Oberleutnant) am Zweiten Weltkrieg teil. Er wurde mit dem Eisernen Kreuz I. Klasse und dem Verwundetenabzeichen (1939) ausgezeichnet. Nach dem Krieg zog er zunächst nach Straubing und arbeitete in der Metallindustrie. Später absolvierte er eine Ausbildung zum Gewerkschaftssekretär. Ab 1952 war er bei der IG Metall in Köln zunächst als Volontär und in den Jahren 1953 bis 1959 als Sekretär angestellt. Von 1992 bis 1996 war er zudem Vorstandsvorsitzender des Deutschen Komitees Katastrophenvorsorge e. V.
Wischnewski war mit Irene Möbius verheiratet und hatte drei Kinder. In zweiter Ehe heiratete er 1978 die Kölner Lederfabrikantin Katharina de Kiff.

## Partei

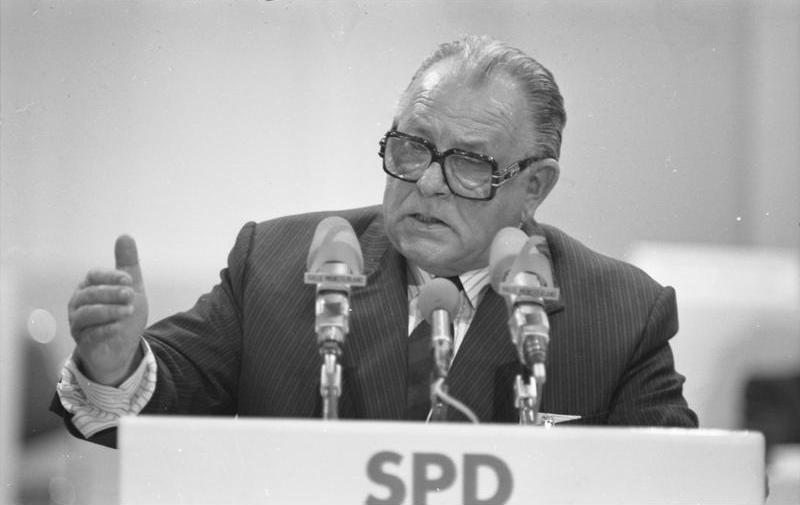
Wischnewski 1988 auf dem SPD-Parteitag in Münster

Der SPD gehörte er seit 1946 an. In den Jahren 1957 bis 1968 war er Vorsitzender des SPD-Unterbezirks Köln und Mitglied des Bezirksvorstandes Mittelrhein. Parallel war er von 1959 bis 1961 Bundesvorsitzender der Jungsozialisten. Als Bundesgeschäftsführer der SPD fungierte er von 1968 bis 1972. In dieser Position leitete er den erfolgreichen Wahlkampf zur Bundestagswahl 1969, infolge derer Willy Brandt Bundeskanzler wurde.
Ab 1970 gehörte Wischnewski auch dem SPD-Parteivorstand und -Präsidium an, ab 1972 leitete er die Kommission für internationale Beziehungen. Schließlich war er von 1979 bis 1982 stellvertretender Bundesvorsitzender der SPD. Innerhalb der SPD zählte er zum eher konservativen Seeheimer Kreis. An der Seite Helmut Schmidts trat er 1982/83 für den NATO-Doppelbeschluss ein. Von 1984 bis 1985 war er Bundesschatzmeister der SPD. In dieser Position forderte er, die verlustreiche Parteizeitung Vorwärts einzustellen. Nach einem Konflikt mit dem SPD-Fraktionsvorsitzenden Hans-Jochen Vogel trat Wischnewski zurück.

## Abgeordneter
In den Jahren 1957 bis 1990 war Wischnewski Mitglied des Deutschen Bundestages und gehörte von 1961 bis 1965 zusätzlich dem (indirekt gewählten) Europäischen Parlament an.
Er war im Jahr 1957 und 1961 über die Landesliste Nordrhein-Westfalen und danach stets als direkt gewählter Abgeordneter des Wahlkreises Köln I in den Bundestag eingezogen. Zuletzt erreichte er bei der Bundestagswahl 1987 47,3 % der Stimmen.

## Öffentliche Ämter

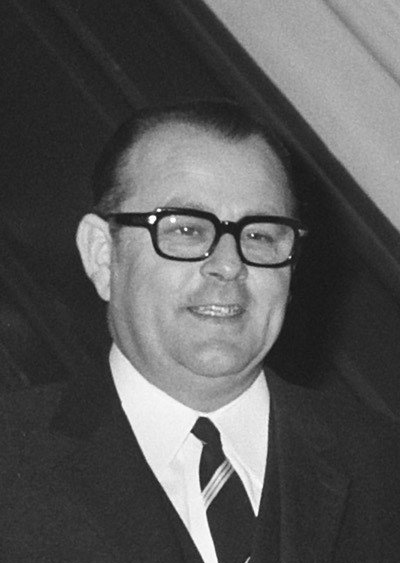
Wischnewski als Bundesminister für wirtschaftliche Zusammenarbeit (1968)

Nach der Bildung der Großen Koalition wurde Wischnewski am 1. Dezember 1966 als Bundesminister für wirtschaftliche Zusammenarbeit in die von Bundeskanzler Kurt Georg Kiesinger geführte Bundesregierung berufen. Am 2. Oktober 1968 trat er von diesem Amt zurück, um Bundesgeschäftsführer der SPD zu werden.
Im Mai 1974 wurde er in die von Helmut Schmidt geführte Bundesregierung zunächst als Parlamentarischer Staatssekretär, dann von 1974 bis 1976 zum Staatsminister im Auswärtigen Amt berufen. Nach der Bundestagswahl 1976 war er von Dezember 1976 bis Dezember 1979 Staatsminister im Bundeskanzleramt und zugleich Bevollmächtigter der Bundesregierung in Berlin. Dieses Amt bekleidete er erneut in den letzten Monaten der sozialliberalen Koalition von April bis Oktober 1982.

## Politisches Wirken
Als IG-Metall-Jugendsekretär und Juso-Funktionär war Wischnewski im September 1953 einer der Gründer und der erste Vorsitzende der Gruppe Kölner Wehrdienstverweigerer (GKW), aus der später der Verband der Kriegsdienstverweigerer hervorging.
Während des algerischen Befreiungskampfes unterhielt Wischnewski bereits gute Kontakte zur algerischen Seite und war eine der zentralen Figuren der westdeutschen Unterstützer der algerischen Unabhängigkeit. Er war einer der bekanntesten deutschen Kofferträger und gehörte zusammen mit Georg Jungclas und Wilhelm Pertz im September 1958 zu den Gründern der Zeitschrift Freies Algerien, deren erster Herausgeber er auch war. Wischnewski war darüber hinaus auch in illegale Geldtransaktionen des Front de Libération Nationale (FLN) involviert, wofür er auch sein privates Konto zur Verfügung stellte. Seine Hilfsdienste für ein unabhängiges Algerien trugen ihm den Bei- und Ehrennamen Ben Wisch ein.
In seiner späteren Zeit als Staatsminister wurde Wischnewski mit zahlreichen Sondermissionen beauftragt: Seinem energischen Auftreten beim Putsch General Pinochets in Chile 1973 haben in Chile verhaftete Deutsche und in die europäischen Botschaften Geflüchtete ihre Befreiung zu verdanken.
Einer größeren Öffentlichkeit wurde er im Zusammenhang mit den Verhandlungen zu den Terroranschlägen im „Deutschen Herbst“ bekannt. Nach der Entführung des Arbeitgeberpräsidenten Hanns Martin Schleyer durch die Rote Armee Fraktion (RAF) reiste Hans-Jürgen Wischnewski zwischen dem 14. und 29. September 1977 in die fünf Länder, in welche die freigepressten Terroristen gebracht werden wollten. Er konsultierte die Regierungen von Algerien, Libyen, Irak, Südjemen und Vietnam, um ihnen darzulegen, dass ihre Länder nun in den Versuch involviert seien, die Bundesrepublik zu erpressen. Außerdem folgte er im Auftrag von Bundeskanzler Helmut Schmidt der entführten Lufthansa-Maschine „Landshut“ im Oktober 1977 und führte als Sonderbeauftragter der Bundesregierung an den jeweiligen Flughäfen, an denen die Maschine gelandet war, Verhandlungen mit den lokalen Behörden, u. a. auch in Mogadischu, wo er erreichte, dass die GSG 9 die Maschine stürmen durfte.
Im Auftrag der Sozialistischen Internationale reiste Wischnewski 1981 durch Mittelamerika, um eine politische Lösung im Bürgerkrieg in El Salvador zwischen der von den USA unterstützten Militärjunta und der linken FMLN zu sondieren. Dazu traf er u. a. den kubanischen Präsidenten Fidel Castro. Er verhandelte 1985 mit der FMLN, um die Freilassung der entführten Tochter des salvadorianischen Präsidenten José Napoleón Duarte zu erreichen. Im Jahr darauf trug er maßgeblich zur Freilassung von acht Deutschen bei, die in Nicaragua von Contras entführt worden waren. Auf Bitten der nicaraguanischen Regierung der Sandinistas nahm Wischnewski ab Oktober 1987 an Verhandlungen mit den rechtsgerichteten Contra-Rebellen teil, die im März 1988 mit einer Waffenstillstandsvereinbarung endeten. In Lateinamerika war er unter dem Spitznamen „Comandante Hans“ bekannt. In seinen politischen Memoiren Mit Leidenschaft und Augenmaß (1989) berichtet Wischnewski sowohl von Mogadischu als auch von seinen Erfahrungen in Lateinamerika.
Wischnewski erlangte insbesondere durch seine Kenntnis der afrikanischen und der arabischen Verhältnisse große Anerkennung. Er verbesserte das Verhältnis der Bundesrepublik Deutschland zu zahlreichen arabischen Staaten und setzte sich für das Selbstbestimmungsrecht der Palästinenser und den Frieden im Nahen Osten ein. Von 1986 bis 1996 hatte er den Vorsitz im Nahost-Ausschuss der Sozialistischen Internationale. 1997 wurde er von Jassir Arafat mit dem höchsten palästinensischen Orden ausgezeichnet.

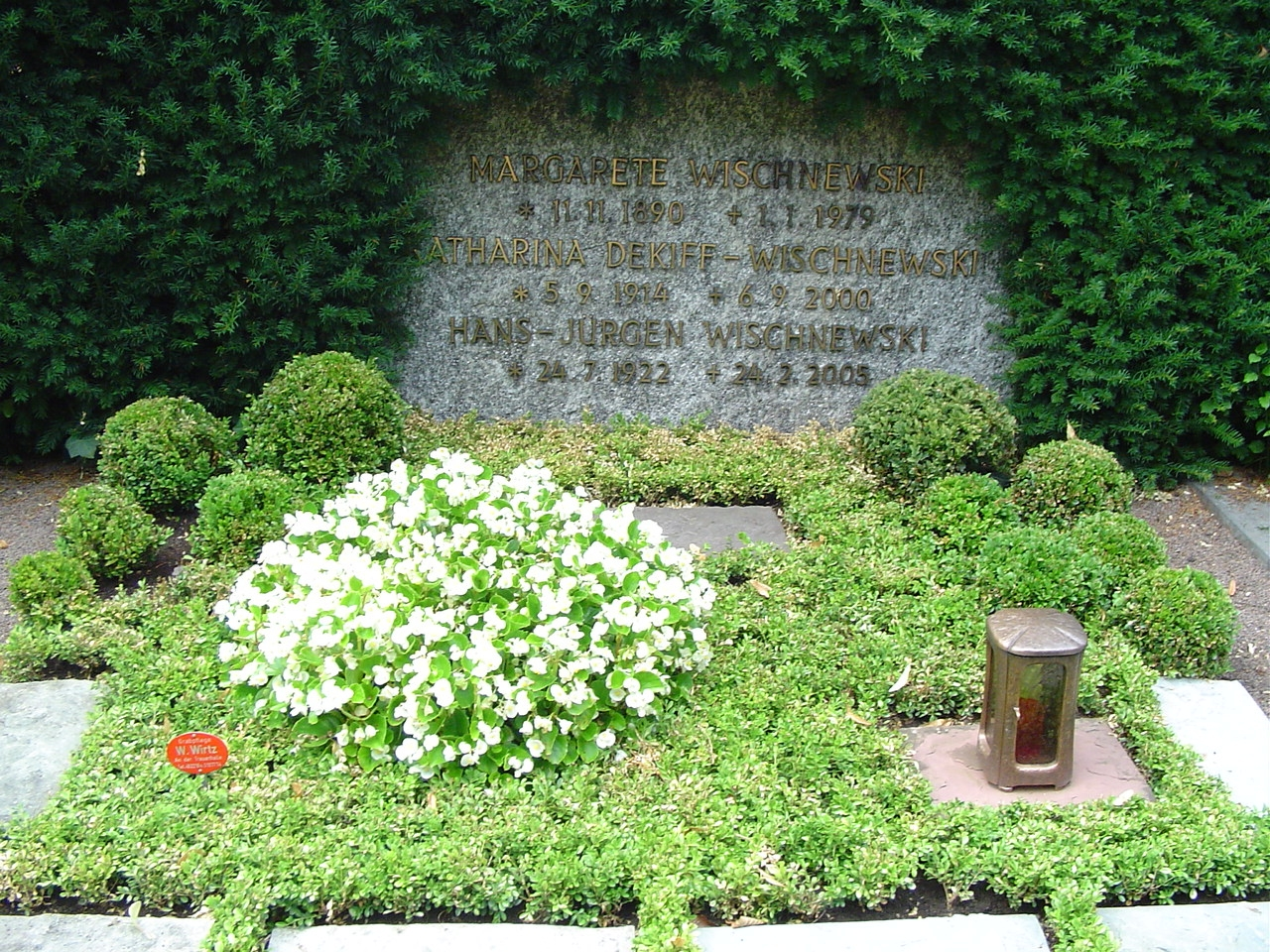
Grab von Hans-Jürgen Wischnewski auf dem Kölner Melaten-Friedhof

Wischnewski war langjähriges Mitglied der Deutsch-Arabischen Gesellschaft, die er 2002 wegen der Auseinandersetzung um Äußerungen Jürgen Möllemanns verließ.

## Auszeichnungen (Auszug)
- Großes Verdienstkreuz der Bundesrepublik Deutschland mit Stern (1969)
- Großes Verdienstkreuz der Bundesrepublik Deutschland mit Stern und Schulterband (1977)
- Großkreuz des Ordens des Infanten Dom Henrique (1978)
- Großkreuz des Verdienstordens der Italienischen Republik (1979)
- Verdienstorden des Landes Nordrhein-Westfalen (1992)[9]
- Ehrenbürger von Bethlehem[10]

## Veröffentlichungen
- Nord-Süd-Konflikt. Beiträge zur Entwicklungspolitik. Verlag für Literatur und Zeitgeschehen, Hannover 1968.
- Entwicklungshilfe und Wissenschaft. Kommissionsverlag Wilhelm Schmitz, Gießen 1968.
- Wenn die Regierung eine humane Zukunft will, muss sie das jetzt beweisen. Die Forderungen des Flugzeugentführers Raphael Keppel an die Bundesregierung und das Versprechen Ben Wisch’s. Volksverlag, Linden 1980.
- Mit Leidenschaft und Augenmaß. In Mogadischu und anderswo. Politische Memoiren. Bertelsmann, München 1989, ISBN 3-570-02452-0.
- Mein Land, Unsere Geschichte. 150 Jahre Deutschland auf Briefmarken. F. Bruckmann, München 1998, ISBN 978-3765430763.

## Philatelie
Hans-Jürgen Wischnewski war Briefmarkensammler. Im Alter von 7 oder 8 Jahren legte er seine erste Sammlung an. Nach seiner Entlassung aus der Kriegsgefangenschaft im Jahr 1945 tauschte er seine wertvolle Sammlung gegen amerikanische Zigaretten ein. Ab 1951 legte Wischnewski erneut eine Sammlung an, die er bis ins hohe Alter immer weiter ausbaute. Zu Wischnewskis Sammelgebieten gehörte neben Deutschland auch Algerien, Tunesien und Palästina.
Mit dem Erstausgabetag 7. Juli 2022 gab die Deutsche Post AG anlässlich des 100. Geburtstags von Ben Wisch ein Sonderpostwertzeichen im Nennwert von 100 Eurocent heraus. Der Entwurf stammt von den Grafikern Daniela Haufe und Detlef Fiedler aus Berlin.